# Blauwe economie
Blauwe economie is een economische term die gerelateerd is aan de ontginning en het behoud van het maritieme milieu. De interpretatie van dit begrip is afhankelijk van de organisatie die deze gebruikt.

## Definities
De Wereldbank definieert blauwe economie als het duurzaam gebruiken van natuurlijke bronnen aanwezig in de oceanen voor economische groei, voorzien en verbeteren van het levensonderhoud van mensen en tewerkstelling terwijl de gezondheid van de ecosystemen van de oceanen bewaard blijven.
De Europese Commissie beschrijft het als alle economische activiteiten gerelateerd aan de oceanen, zeeën en kusten. "De blauwe economie biedt mogelijkheden voor duurzame economische groei, zowel in gevestigde als in ontluikende mariene en maritieme sectoren."
Het Gemenebest van Naties beschouwt het als een ontluikend concept dat een betere zorg voor de bronnen van de oceaan of 'blauwe bronnen' aanmoedigt.
Conservation International voegt hieraan toe dat blauwe economie ook economische voordelen omvat die mogelijk niet op de markt worden gebracht, zoals koolstofopslag, kustbescherming, culturele waarden en biodiversiteit.
The Center for the Blue Economy zegt dat het tegenwoordig een wijdverspreide term is met drie gerelateerde maar verschillende betekenissen, met name de algemene bijdrage van de oceanen aan de economie, de noodzaak om zich bezig te houden met de ecologische duurzaamheid van de oceanen en de oceaaneconomie gezien als een groeimogelijkheid voor zowel ontwikkelde als ontwikkelingslanden.
Het World Wide Fund For Nature (WWF) begint zijn rapport 'Principles for a Sustainable Blue Economy' met twee betekenissen voor deze term. Volgens hen betekent blauwe economie voor sommigen het gebruik van de zee en haar bronnen voor duurzame economische ontwikkeling. Voor anderen verwijst het, volgens het WWF, simpelweg naar elke economische activiteit in de maritieme sector, al dan niet duurzaam.
Zoals het WWF in zijn rapport meedeelt is er nog steeds geen algemeen aanvaarde definitie van het begrip blauwe economie, ondanks een toenemend gebruik op hoog niveau van het begrip als een concept en als een doel van beleidsvorming en investeringen.

## Potentieel
Naast de traditionele activiteiten van de oceanen, zoals visserij, toerisme en vervoer over zee, omvat de blauwe economie ook opkomende industrieën, waaronder hernieuwbare energie, aquacultuur, activiteiten op de zeebodem, maritieme biotechnologie en dergelijke. De blauwe economie probeert ook ecosysteemdiensten van de oceaan te omvatten die niet door de markt werden veroverd, maar die een aanzienlijke bijdrage leveren aan economische en menselijke activiteiten. Ze omvatten onder andere kustbescherming, afvalverwerking en het bestaan van biodiversiteit.
De WWF-briefing van 2015 schat de waarde van belangrijke oceaanbronnen boven 24 biljoen Amerikaanse dollar. De oceanen zijn nu overbevist, maar er is nog steeds voldoende ruimte voor aquacultuur en offshore-windenergie. Aquacultuur is de snelstgroeiende voedingssector met de levering van 58 procent van de vis aan de wereldmarkten.

## Uitdagingen
De Wereldbank noemt drie uitdagingen die het potentieel om een blauwe economie te ontwikkelen, beperken.
1. Huidige economische trends die de hulpbronnen van de oceaan snel hebben aangetast.
2. Het gebrek aan investeringen in menselijk kapitaal voor werkgelegenheid en ontwikkeling in innovatieve sectoren van de blauwe economie.
3. Onvoldoende zorg voor maritieme hulpbronnen en ecosysteemdiensten van de oceanen.